# Welcome to My Truth
Welcome To My Truth este un cântec pop-rock al artistei americane Anastacia. Acesta face parte de pe cel de-al treilea album de studio al cântăreței,  Anastacia și a fost lansat ca cel de-al treilea single al albumului. Single-ul nu a avut succesul precedentelor, Left Outside Alone și Sick and Tired, dar a reușit să intre în top 20 în majoritatea clasamentelor.

## Clasamente
| Țară (clasament)               | Poziția maximă | Referință |
| ------------------------------ | -------------- | --------- |
| Australia (ARIA)               | 41             | [ 1 ]     |
| Austria (Ö3 Austria Top 40)    | 41             | [ 2 ]     |
| Belgia — Flandra (Ultratip)    | 2              | [ 3 ]     |
| Belgia — Valonia (Ultratip)    | 3              | [ 4 ]     |
| Danemarca (Tracklisten)        | 18             | [ 5 ]     |
| Elveția (Media Control)        | 35             | [ 6 ]     |
| Europa (APC Charts — Euro 200) | 18             |           |
| Germania (Media Control)       | 30             | [ 7 ]     |
| Grecia (Top 40 Charts)         | 7              | [ 8 ]     |
| Irlanda (IRMA)                 | 23             | [ 9 ]     |

| Țară (clasament)                | Poziția maximă | Referință |
| ------------------------------- | -------------- | --------- |
| Italia (FIMI)                   | 14             | [ 10 ]    |
| Olanda (Dutch Top 40)           | 14             | [ 11 ]    |
| Olanda (Dutch Mega Top 100)     | 32             | [ 12 ]    |
| Portugalia (Top 40 Charts)      | 9              | [ 13 ]    |
| Regatul Unit (UK Singles Chart) | 25             | [ 14 ]    |
| Spania (Spanish Charts)         | 9              | [ 15 ]    |
| Spania (Promusicae)             | 4              | [ 16 ]    |
| Suedia (Sverigetopplistan)      | 49             | [ 17 ]    |
| Ungaria (Rádiós Top 40)         | 24             | [ 18 ]    |
| United World Chart              | 27             | [ 19 ]    |

## Formate Disponibile
| - UK Version, CD 1 1. "Welcome to My Truth" 2. "Left Outside Alone" [Jason Nevins Mix Show Edit] - UK Version, CD 2 1. "Welcome to My Truth" 2. "Saddest Part" 3. "Left Outside Alone" [Jason Nevins Global Club Edit] 4. "Welcome to My Truth" [Live] 5. "Welcome to My Truth" [Video] - Europe maxi single 1. "Welcome to My Truth" 2. "Saddest Part" 3. "Sick and Tired" [Live at The Hospital] 4. "Welcome to My Truth" [Video] | - Europe 2-track single 1. "Welcome to My Truth" 2. "Saddest Part" - Australian maxi single 1. "Welcome to My Truth" 2. "Saddest Part" 3. "Sick and Tired" [Live at The Hospital] |